# Thanh, Thương Châu
Thanh (chữ Hán giản thể:青县, âm Hán Việt: Thanh huyện) là một huyện thuộc địa cấp thị Thương Châu, tỉnh Hà Bắc, Cộng hòa Nhân dân Trung Hoa. Huyện có diện tích 968 ki-lô-mét vuông, dân số 390.000 người. Mã số bưu chính của là 062650. Chính quyền huyện đóng ở trấn Thanh Châu. Về mặt hành chính, huyện này được chia thành 5 trấn và 6 hương.
- Trấn: Thanh Châu, Tân Hưng, Lưu Hà, Mộc Môn Điếm, Kim Ngưu.
- Hương: Tào Tự, Chu Quan Đồn, Mã Hán, Bàn Cổ, Trần Chủy, Quan Trang.